# SN 1992ar
SN 1992ar – supernowa typu Ic odkryta 27 lipca 1992 roku w galaktyce A231728-4438. Jej maksymalna jasność wynosiła 20,70m.